# Giovanni di Fordun
Giovanni di Fordun, in inglese John of Fordun (Fordoun, ... – 1384), è stato uno storico e presbitero scozzese.

## Biografia
Nacque probabilmente a Fordoun nel Kincardineshire in Scozia. Era sacerdote secolare e probabilmente era anche il cappellano nella Cattedrale di San Macario ad Aberdeen.
Il lavoro di Fordun costituisce il primo tentativo di scrivere una storia continua della Scozia. Ciò nasce dal suo patriottismo, risvegliatosi dopo che Edoardo III d'Inghilterra distrusse o sequestrò molti i registri storici nazionali, e così si mise in viaggio per l'Inghilterra e l'Irlanda, per raccogliere nuovo materiale per scrivere le sue cronache.
La sua opera è divisa in cinque libri, ed è intitolata Chronica gentis Scotorum (in italiano, "Cronaca del popolo scozzese"). I primi tre libri sono storicamente quasi perfetti e infatti vennero usati da Boece e George Buchanan come base per i loro romanzi storici. Il quarto e quinto libro sono invece stati uniti a delle favole, ma che comunque contengono molte informazioni importanti e vanno diventando più autentici e veritieri più si avvicinano al tempo dell'autore. Il quinto libro si conclude con la morte del re Davide I di Scozia nel 1153.
Oltre a questi cinque libri, pubblicati intorno al 1360, Fordun scrisse una parte di un altro libro e raccolse il materiale per trattare la storia della Scozia più recente al suo secolo. Questo materiale venne usato poi da un altro cronachista che scrisse a metà del XV secolo e che si pensa sia Walter Bower, abate del monastero di Inchcolm. Le aggiunte di Bower formarono undici libri e continuano a narrare la storia della Scozia fino alla morte di re Giacomo I di Scozia avvenuta nel 1437. Secondo l'abitudine del tempo, Bower non esitò a unire parte del lavoro di Fordun, con delle aggiunte proprie e l'intera storia così compilata è conosciuta come lo Scotichronicon (in italiano "Cronache degli Scoti").
La prima edizione stampata del lavoro del Fordun, fu quella di Thomas Gate nel suo Scriptores quindecim (volume III), che è stato pubblicato nel 1591. A questa edizione seguì quella di Thomas Hearne del 1722. L'intero lavoro, compresa la continuazione di Bower, fu pubblicato da Walter Goodall a Edimburgo nel 1759. Nel 1871 e nel 1872 le cronache di Fordun, sono state pubblicate nella versione originale in latino e in un'altra tradotta in inglese da William Forbes Skene nell'opera Storici della Scozia. L'introduzione a questa edizione raccoglie tutti i particolari biografici e dà i riferimenti completi ai manoscritti ed alle varie edizioni.